# Vuelta al Tolima
La Vuelta al Tolima es una competencia ciclística regional colombiana por etapas (Cat. Nacional) de duración menor a una semana que recorre el departamento de Tolima y es organizada por la Liga de Ciclismo de dicho departamento.
A partir del año 2015 se corre de manera paralela a cada edición, la Vuelta al Tolima Femenina, con un recorrido menor siendo la primera ganadora la también santandereana Ana Cristina Sanabria.

## Palmarés

### Masculino
| Año                | Ganador              | Segundo                 | Tercero                 |
| ------------------ | -------------------- | ----------------------- | ----------------------- |
| Clásica del Tolima |                      |                         |                         |
| 1989               | Rúber Albeiro Marín  |                         |                         |
| 1990               | Óscar Fernando Vides | Joselín Peña            | Cesar Ramírez           |
| 1991               | Hugo Rendón          | Gustavo Wilches         | Jairo Giraldo           |
| 1993               |                      |                         |                         |
| 1994               | Martín Farfán        |                         | José Vicente Díaz Reyes |
| 1995               | Henry Cárdenas       | Augusto Triana          |                         |
| 1996               | Luis Espinosa        | Fabio Hernán Rodríguez  |                         |
| 1997               | Henry Cárdenas       | Israel Ochoa            | Jairo Obando            |
| 1999               | Jairo Hernández      |                         |                         |
| 2001               | Hernán Darío Bonilla | Ismael Sarmiento        | Raúl Montaña            |
| Vuelta al Tolima   |                      |                         |                         |
| 2002               | Élder Herrera        | Alejandro Cortés        | Libardo Niño            |
| 2003               | Heberth Gutiérrez    | Juan Diego Ramírez      | Víctor Niño             |
| 2004               | Alexis Rojas         | Víctor Becerra          | Néstor Bernal           |
| 2005               | Hernán Darío Muñoz   | Daniel Rincón           | Mauricio Neiza          |
| 2006               | Jairo Hernández      | Alejandro Serna         | Wilson Zambrano         |
| 2007               | Mauricio Ortega      | Giovanni Barriga        | Libardo Niño            |
| 2008               | Juan Diego Ramírez   | Iván Parra              | Iván Casas              |
| 2009               | no realizada         | no realizada            | no realizada            |
| 2010               | Daniel Bernal        | Andrés Guerrero         | Julián Triviño          |
| 2011               | Janier Acevedo       | Sergio Henao            | Álvaro Gómez            |
| 2012               | Félix Cárdenas       | Óscar Sevilla           | Juan Diego Ramírez      |
| 2013               | Óscar Sevilla        | Rodolfo Torres          | Freddy Montaña          |
| 2014               | Óscar Sevilla        | Aristóbulo Cala         | Rodrigo Contreras       |
| 2015               | Alejandro Ramírez    | Alejandro Serna         | Luis Felipe Laverde     |
| 2016               | Óscar Soliz          | Alejandro Serna         | Alexander Gil           |
| 2017               | Alex Cano            | Rodrigo Contreras       | Juan Pablo Rendón       |
| 2018               | Rodrigo Contreras    | Juan Pablo Suárez       | Freddy Montaña          |
| 2019               | Miguel Ángel Rubiano | Jhon Anderson Rodríguez | Walter Pedraza          |
| 2020               | Aldemar Reyes        | Didier Merchán          | Óscar Pachón            |
| 2021               | Yeison Rincón        | Darwin Atapuma          | Germán Chaves           |
| 2022               | Wilson Peña          | Rodrigo Contreras       | Edison Muñoz            |
| 2023               | Miguel Ángel López   | Rodrigo Contreras       | Cristian Muñoz          |
| 2024               | Rodrigo Contreras    | Edgar Pinzón            | Javier Jamaica          |
| 2025               | Javier Jamaica       | Sebastián Castaño       | Wilmar Paredes          |

### Femenino
| Año  | Ganadora              | Segunda             | Tercera             |
| ---- | --------------------- | ------------------- | ------------------- |
| 2015 | Ana Cristina Sanabria | Lorena Colmenares   | Luz Adriana Tovar   |
| 2016 | Serika Gulumá         | Miryam Núñez        | Liliana Moreno      |
| 2017 | no realizada          | no realizada        | no realizada        |
| 2018 | Luisa Motavita        | Jessica Parra       | Lorena Beltrán      |
| 2019 | Luz Adriana Tovar     | Estefanía Herrera   | Daniela Atehortúa   |
| 2020 | Jennifer Ducuara      | Andrea Alzate       | Jessenia Meneses    |
| 2021 | Lilibeth Chacón       | Erika Milena Botero | Lorena Colmenares   |
| 2022 | Estefanía Herrera     | Camila Valbuena     | Andrea Alzate       |
| 2023 | Lilibeth Chacón       | Jessenia Meneses    | Sara Juliana Moreno |
| 2024 | Camila Valbuena       | Stefanía Sánchez    | Jennifer Ducuara    |
| 2025 | Diana Peñuela         | Lina Hernández      | Gabriela López      |